# Pavel Vízner
Pavel Vízner (Praga, 15 de Julho de 1970) é um ex-tenista profissional da República Tcheca.

## Carreira
Vízner começou nos anos 1990 a disputar torneios pela ATP, sempre dedicando-se mais as duplas, o duplista possui dois vice-campeonatos em Roland Garros e um do U.S. Open e um Masters Series o do Canada Masters em 2007, com Mahesh Bhupathi.
No início, ganhou seu primeiro torneio em um Challenger em Praga, também um torneio no Equador, mas o ano de 1996 foi espetacular para ele, faturando cinco torneios, fazendo boa dupla com o compatriota Sláva Doseděl, após esta série de títulos, não conseguiu títulos, mas resultados expressivos, como o vice de Roland-Garros de 2001 que o levara a 13° do mundo em duplas, em 2003 finalmente quebrou o jejum, vencendo em Estugarda, 
Em 2007 alem do Canada Masters, seu resultado mais expressivo, Vízner foi vice-campeão de  duplas em Roland-Garros de 2007 e US Open de 2007, ambas com Lukáš Dlouhý.

## Conquistas

### Duplas
- 1996 ATP de Sankt Pölten, Áustria com Sláva Doseděl
- 1996 ATP de Rosmalen, Holanda com Paul Kilberry
- 1996 ATP de Gstaad, Suíça com  Jiří Novák
- 2003 ATP de Copenhague, Dinamarca com Tomáš Cibulec
- 2003 ATP de Estugarda, Alemanha com Tomáš Cibulec
- 2004 ATP de Milão, Itália com Jared Palmer
- 2004 ATP de Xangai, China com Jared Palmer
- 2004 ATP de Tóquio, Japão com Jared Palmer
- 2005 ATP de 's-Hertogenbosch, Holanda com Cyril Suk
- 2006 Brasil Open de Tênis com Lukáš Dlouhý
- 2006 ATP de Estoril, com Lukáš Dlouhý
- 2006 ATP de Viena, Áustria com Petr Pála
- 2007 Brasil Open de Tênis com Lukáš Dlouhý
- 2007 ATP de Gstaad, Suíça com  František Čermák
- 2007 Canada Masters, Canadá com Mahesh Bhupathi
- 2008 ATP de Marseille, França com Martin Damm